# 银波湖
银波湖（藏語：ཡིན་པོ་མཚོ，威利转写：yin po mtsho，THL：Yinpo Tso）位于中国西藏自治区那曲市尼玛县境内，地处尼玛县北部，昆仑山与可可西里山之间的断陷盆地内。湖面海拔4891米，面积30.4平方公里。湖区气候干寒，年均气温-4～-2℃左右，年均降水量75～100毫米。湖水主要靠雪源河、银曲河两条时令河补给。集水区面积849.6平方公里。